# CG 1300
La CG 1300 est une automobile sportive fabriquée par le carrossier français Chappe Frères et Gessalin (ayant constitué pour l’occasion les Automobiles CG) à partir de l'automne 1972 jusqu'au printemps 1974.

## Description
C’est une nouvelle motorisation disponible chez Simca qui permet en 1972 la sortie du CG 1300, troisième et dernier modèle des Automobiles CG. En effet, en septembre, Simca présente la 1000 Rallye 2 avec un moteur de 1 294 cm3 de 82 chevaux. C'est un développement du « moteur Poissy » du coupé Simca 1200 S, disparu un an plus tôt. Assez similaire dans son architecture, l’accroissement de la cylindrée permet un gain de couple et une courbe de puissance similaire à régime inférieur. 
Si le châssis des modèles précédents est utilisé sans modification majeure, la carrosserie est totalement reprise et il n'y a guère que les portières qui ne soient pas retouchées. Le véhicule est raccourci de six centimètres et l’arrière ainsi tronqué reçoit les feux rectangulaires de la Simca 1100. À l’avant, apparaît un discret spoiler qui intègre la prise d’air de refroidissement. Les longues portées sont intégrés à la carrosserie et de nouveaux clignotants issus de la Simca 1000 placés sous les phares imposent un nouveau dessin des pare-chocs, toujours en aluminium moulé. Le capot avant est légèrement aplati pour accroître l’aspect agressif de la voiture et les ailes sont redessinées pour accueillir des jantes plus généreuses. Le toit est mieux intégré à la ligne de la voiture pour en faire un véritable coupé et non plus avec un hard top rajouté comme auparavant. Les glaces de custode sont modifiées et l’arrière du toit nervuré.
Le CG 1300 n'est disponible qu’en coupé. Rappelons que le modèle original était un spider qui fut peu à peu modifié pour correspondre à la demande de la clientèle en limitant les coûts. Seulement une dizaine de spider ont été produits pour le modèle précédent et le succès grandissant du coupé dont la production avoisine désormais les 100 exemplaires par an, conduit à concevoir une véritable petite chaîne de montage. Le moule du nouveau coupé est conçu dans cette optique et l’ensemble de la carrosserie à l’exception des ouvrants est désormais moulée en une seule et unique pièce.
La sortie de ce nouveau modèle est aussi l’occasion pour la marque de s’essayer au métier de motoriste. Jusqu’à présent, il était fait appel à des transformations extérieures et les modifications « maison » étaient proposées à l’unité et à la carte, pour des voitures « compétition-client ». La CG 1300 est d’emblée proposée en version 95 chevaux parfois appelé 1300 S. Elle est équipée de carburateurs plus imposants (Weber 40 au lieu du Solex 35), une pipe d’admission spécifique, une tubulure d’échappement 4 en 1 et surtout une culasse retravaillée. Mais une telle transformation impose le démontage et remontage des groupes motopropulseurs livrés par Simca et un surcoût excessif de plus de 10 % du prix de la voiture. Elle est donc proposée et le plus souvent vendue en « configuration d’origine ».

## Évolution des modèles

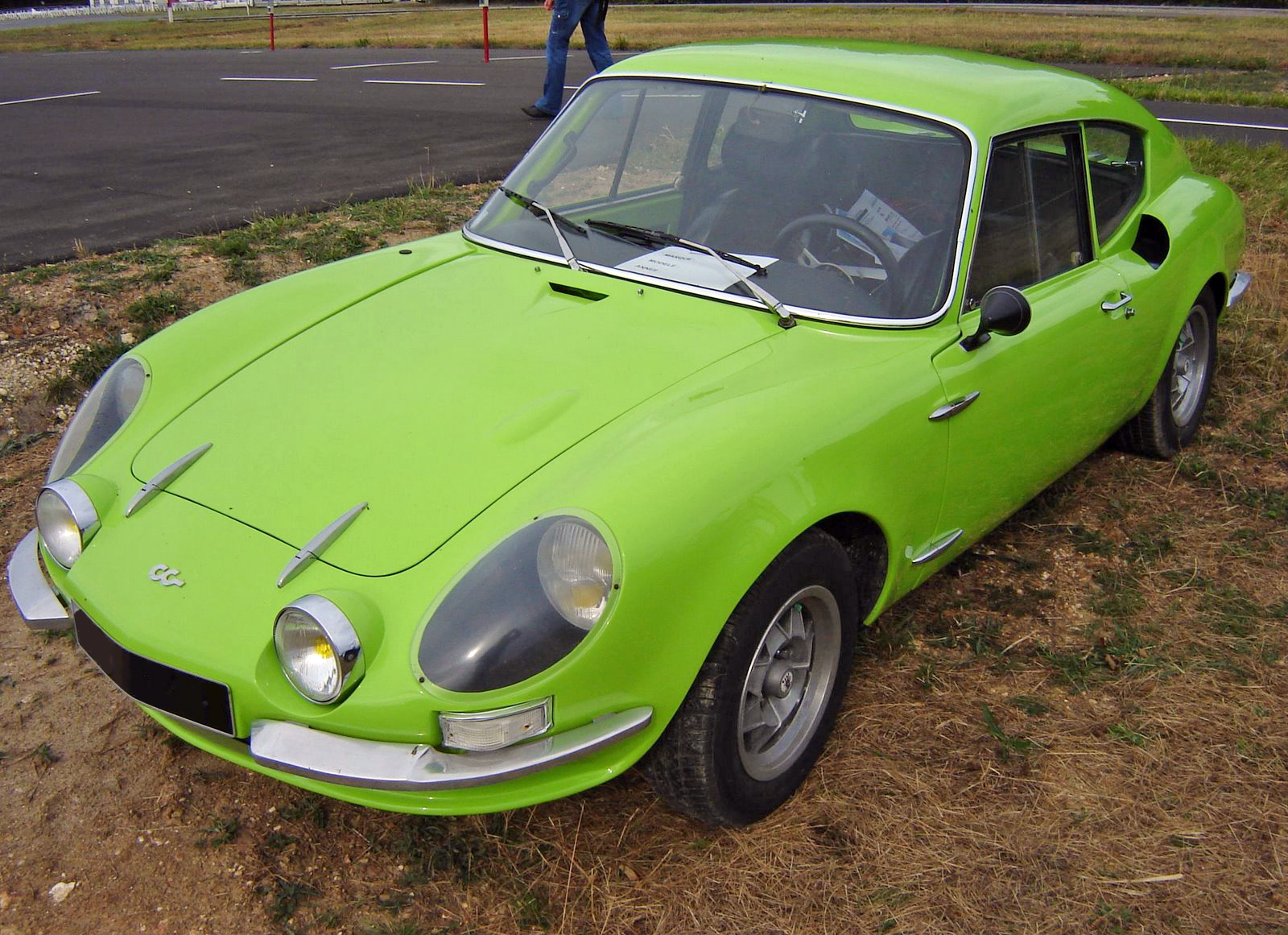
CG 1300 en exhibition à Linas-Montlhéry Montlhéry en 2009.

L’accueil réservé au nouveau modèle est enthousiaste et le CG 1300 « est la forme la plus aboutie des CG ». La naissance de ce dernier se présente sous les meilleurs auspices et la presse souligne qu’une véritable concurrente à l’Alpine A110 est née.
Pourtant le CG 1300 représente le chant du cygne de la marque. Matra, qui possède des accords de distribution avec Simca depuis la fin des années 1960, devient le partenaire privilégié et offre un successeur au coupé Simca 1200 S. En avril 1973, est présentée la moderne Matra-Simca Bagheera. Cette dernière, composée à partir d’éléments de la Simca 1100 et totalement intégrée à la gamme Simca, conduit Chrysler France à se détourner de Chappe et Gessalin et à abandonner le programme compétition Simca CG Proto MC qui assure la notoriété du petit constructeur. 
1973, c’est aussi l’année du premier choc pétrolier et de la fin des « Trente Glorieuses » qui seront fatales aux petits constructeurs. On entre dans une période d’austérité, les « limitations de vitesses » et l’arrêt des compétitions automobiles entrent en vigueur.
A à la fin de l'année, les commandes de voitures chutent brusquement. Début 1974, le dépôt de bilan de la société des Automobiles CG est programmé. Les dernières voitures sont livrées et les moules sont cédés à la société Geriplast à Coulommiers.
La production des CG 1300 est d’environ 95 exemplaires.